# Jeleazkoveț, Razgrad
Jeleazkoveț (în bulgară Желязковец) este un sat în comuna Samuil, regiunea Razgrad,  Bulgaria. 

## Demografie
Componența etnică a satului Jeleazkoveț
     Turci (56,86%)
     Bulgari (7,39%)
     Romi (34,23%)
     Nicio identificare (1,5%)
La recensământul din 2011, populația satului Jeleazkoveț era de 663 locuitori. Din punct de vedere etnic, majoritatea locuitorilor (56,86%) erau turci, existând și minorități de romi (34,23%) și bulgari (7,39%). Pentru 1,5% din locuitori nu este cunoscută apartenența etnică.